# Шамаев, Ахмад-Хаджи
Ахмад-Хаджи Шамаев (род. 1949) — российский чеченский религиозный деятель, муфтий Чеченской Республики и председатель Духовного управления мусульман Чеченской Республики с 22 августа 2000 года по 26 мая 2005 года.

## Биография
Родился в 1949 году в селе Ленгер близ Чимкента (Южно-Казахстанская обл. Казахской ССР).
В 9-летнем возрасте, после восстановления Чечено-Ингушской АССР, со своей семьей вернулся в родное село Вашиндарой Шатойского района.
Имеет два высших образования, длительное время работал в школе, преподавая физику, химию и физкультуру. Мастер спорта по дзюдо и самбо.
По собственному признанию, стать алимом (мусульманским учёным) решил в начале 1970-х гг. В 1992 году совершил первый хадж в Мекку.
22 августа 2000 года съезд имамов Чечни в г. Гудермесе избрал Ахмада-хаджи Шамаева муфтием республики в связи с назначением в начале июня того же года прежнего муфтия Ахмата Кадырова главой администрации Чеченской Республики. До этого в течение нескольких лет Шамаев возглавлял мусульманское духовенство Шатойского района Чечни, был единомышленником и правой рукой Кадырова, зарекомендовав себя как противник ваххабитов Официально извинился перед народом Дагестана за вторжение боевиков в 1999 году.
26 мая 2005 года подал в отставку, которая была принята советом алимов 31 мая.
В сентябре 2005 года, неожиданно, вразрез с позицией Кадырова, выступил за переговоры с Масхадовым.